# Javier Cámara
Javier Cámara (ur. 19 stycznia 1967 w  Albelda de Iregua) – hiszpański aktor filmowy, teatralny i telewizyjny. Znany poza Hiszpanią głównie z ról w filmach Pedro Almodóvara, m.in. Porozmawiaj z nią (2002) i Złe wychowanie (2004).

## Wybrana filmografia
- 2002: Porozmawiaj z nią jako Benigno Martín
- 2004: Złe wychowanie jako Paca/Paquito
- 2005: Życie ukryte w słowach jako  Simon
- 2006: Kapitan Alatriste jako  hrabia-książę Olivares
- 2010: Do diabła z brzydalami jako  Eliseo
- 2013: Łatwiej jest nie patrzeć jako Antonio
- 2013: Przelotni kochankowie jako Joserra
- 2015: Truman jako Tomás
- 2016: Młody papież jako  Bernardo Gutierrez
- 2017: Narcos jako Guillermo Pallomari

## Nagrody
- Nagroda Goya
  - Najlepszy aktor: 2014 Łatwiej jest nie patrzeć
  - Najlepszy aktor drugoplanowy: 2016 Truman